# Stenomesius maculatus
Stenomesius maculatus är en stekelart som beskrevs av Yin-Xia Liao 1987. Stenomesius maculatus ingår i släktet Stenomesius och familjen finglanssteklar. Inga underarter finns listade i Catalogue of Life.